# Trichoblatta aerea
Trichoblatta aerea är en kackerlacksart som först beskrevs av Bei-Bienko 1958.  Trichoblatta aerea ingår i släktet Trichoblatta och familjen jättekackerlackor. Inga underarter finns listade i Catalogue of Life.